# Сєров (місто)
Сєро́в (рос. Серов) — місто, центр Сєровського міського округу Свердловської області.

## Географія
Великий промисловий, культурний і транспортний вузол Свердловської області.
Місто розташоване на півночі Свердловської області, на східному схилі Уральського гірського хребта, на кордоні між Середнім і Північним Уралом. У межах міста протікає річка Каква — права притока річки Сосьви (басейн Обі). Відстань до центру області — Єкатеринбурга: залізницею 388 км, автомагістраллю — 344 км.

## Населення
Населення — 99373 особи (2010, 99804 у 2002).

## Відомі люди
- Борисов Борис Петрович (1931—1986) — український радянський художник-оформлювач
- Романов Ернст Іванович (*1936) — радянський і російський актор
- Лісовий Олександр Дмитрович (1938-2008) — радянський, український кінооператор, Заслужений діяч мистецтв УРСР (1980)
- Татарець Євген Якович (1943—1993) — український кінорежисер
- Нетикса Тамара Іванівна (*1949) — радянська розвідниця-нелегал, полковник Служби зовнішньої розвідки у відставці.